# NGC 3548
NGC 3548 في الفهرس العام الجديد، هي مجرة، تقع في كوكبة . اكتشفت بواسطة جون هيرشل.

## روابط خارجية
- NGC 3548 على موقع ويكي سكاي: DSS2, SDSS, GALEX, IRAS, Hydrogen α, X-Ray, Astrophoto, Sky Map, Articles and images